# Varga László (labdarúgó, 1943)
Varga László (Kiskunhalas, 1943. október 23. – 2022. szeptember 9.) magyar labdarúgó, kapus, edző.

## Pályafutása

### Klubcsapatban
1961–62-ben a BVSC, 1962 és 1968 között a Vasas, 1969 és 1974 között a VM Egyetértés kapusa volt. A Vasas csapatával kétszer nyert magyar bajnoki címet.

### A válogatottban
Tízszeres ifjúsági válogatott (1960–62), hétszeres utánpótlás válogatott (1964), négyszeres B-válogatott (1965), háromszoros egyéb válogatott (1971).

### Edzőként
1974 és 1977 között az MTK-VM csapatánál dolgozott pályaedzőként. 1976 és 1979 között a 22. sz. Volán, 1979–80-ban a Salgótarjáni BTC, 1980-ban a Dunaújvárosi Kohász vezetőedzője volt.

## Sikerei, díjai
- Magyar bajnokság
  - bajnok: 1965, 1966
  - 3.: 1968
- Bajnokcsapatok Európa-kupája (BEK)
  - negyeddöntős: 1967–68
- Közép-európai kupa (KK)[2][3]
  - győztes: 1965
  - 2.: 1963